# سانتيماميني
يعتبر كهف سانتيماميني ، كورتيزوبي ، بسكاي ، الواقع في إقليم الباسك ، إسبانيا ، أحد أهم المواقع الأثرية في إقليم الباسك، بما في ذلك تسلسل كامل تقريبًا من العصر الحجري القديم الأوسط إلى العصر الحديدي . 
يتضمن تسلسلها الكامل الثقافات التالية:
- الموستيرية
- شاتيلبيروني
- أورينياسي
- جرافيتي
- سولوترين
- المجدلية
- أزيليان

بالإضافة إلى بقايا لم تصنّف بعد من العصر الحجري الحديث والنحاسي والبرونزي والحديدي .
تشتهر بلوحاتها الجدارية التي تعود إلى العصر المجدلي والتي تصوّر البيسون والخيول والماعز والغزلان .
ربما كان موقعها المميز فوق مصب نهر أوردايباي هو الأكثر أهمية في استمرار سكانها، أولاً من قبل شعب نياندرتال وبعد ذلك من قبل شعب الهومو .
منذ عام 2008م ، أصبح أحد الكهوف المدرجة ضمن مواقع التراث العالمي ضمن " كهف ألتاميرا وفنون الكهف من العصر الحجري القديم في شمال إسبانيا ".

## أنظر أيضا
- فن العصر الحجري القديم الأعلى
- قائمة فن العصر الحجري

قالب:Cave of Altamira and Paleolithic Cave Art of Northern Spain